# ムル
ムル (ドイツ語: Murr) は、ドイツ連邦共和国バーデン＝ヴュルテンベルク州ルートヴィヒスブルク郡に属す町村（以下、本項では便宜上「町」と記述する）である。この町は、シュトゥットガルト地域（1992年まではミットレラー・ネッカー地域）およびシュトゥットガルト大都市圏に含まれる。

## 地理

### 位置
ムルは、ムル川沿い、ネッカー川に注ぐ河口から 2 km 上流の、海抜 196 m から 261 m のネッカー盆地に位置している。郡庁所在地のルートヴィヒスブルクから北に約 12 km 離れている。リーリングスハウゼン近くのハルトヴァルト内にある無人の飛び地は、シュヴァーベン＝フランケンの森に含まれる。

### 隣接する市町村
ムルは、西はプライデルスハイム、南はマールバッハ・アム・ネッカー、南西はベニンゲン・アム・ネッカー、東はシュタインハイム・アン・デア・ムルと境を接する。これらの隣接市町村はいずれもルートヴィヒスブルク郡に属す。

### 自治体の構成
ムルには、ムル集落とゾネンホーフ農場が属している。

### 土地利用
| 土地用途別面積     | 面積 (km2) | 占有率 |
| ------------------ | ---------- | ------ |
| 住宅地および空き地 | 0.67       | 8.6 %  |
| 産業用地           | 0.54       | 6.9 %  |
| レジャー用地       | 0.15       | 1.9 %  |
| 交通用地           | 0.71       | 9.2 %  |
| 農業用地           | 3.79       | 48.6 % |
| 森林               | 1.46       | 18.8 % |
| 水域               | 0.15       | 1.9 %  |
| その他の用地       | 0.32       | 4.1 %  |
| 合計               | 7.79       |        |

州統計局の2018年12月31日現在のデータによる。

## 歴史

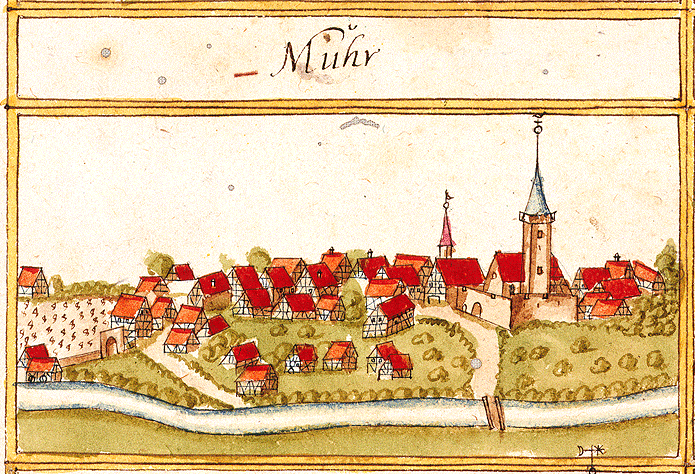
1686年頃にアンドレアス・キーザーによって描かれたムル

ムルの町域が位置するウンテーレス・ムルタール（ムル川下流域の谷）は、数千年間からすでに定住が行われていた。出土品は新石器時代からローマ時代にまで至る。ローマ時代、200年頃の奉納石に「ムル川沿いの村の住民」と初めて記されている。現在の集落はアレマン人の入植地を起源とし、972年に初めて記録されている。13世紀のムルはシュパイアー司教領の地方参事会所在地であり、1302年にはヴュルテンベルク領となった。15世紀から1938年までアムト/オーバーアムト・マールバッハに属していたムルは、マールバッハやシュタインハイムと並んで、1839年に最後に開催された Hardtgericht（裁判）の開催地であった。1517年から1871年まで、シュヴァーベン＝フランケンの森で切り出された薪用の木材は、大きな倉庫があったかつての浮橋までムル川を利用して運ばれた。20世紀なるまでムルは、ルートヴィヒスブルクからボットヴァールタールを通ってハイルブロンに至る古い街道沿いの街村の性格を帯びた農村であった。

## 住民

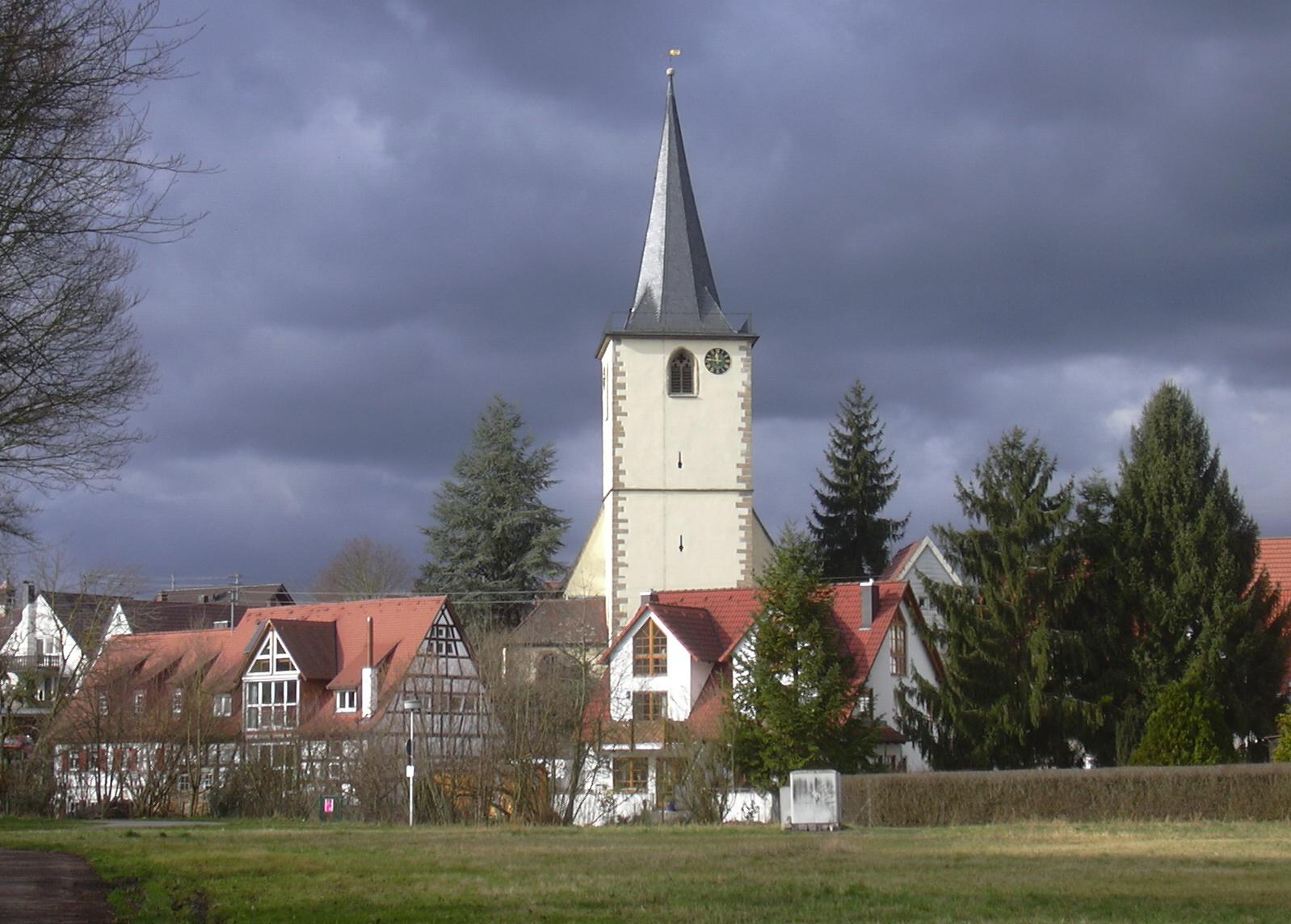
ムルの教会

### 宗教
ヴュルテンベルクで宗教改革がなされて以降、ムルもプロテスタントの町であった。現在も福音主義教会はこの町にあるが、カトリック信者はシュタインハイム・アン・デア・ムルまで礼拝に行かなければならない。

### 人口推移
各時点の町域における人口推定値、人口調査結果 (*)、あるいはバーデン=ヴュルテンベルク州統計局の公的研究値を示す。数値はこの町を主たる居住地とする人口である。
| 時期            | 人口（人） |
| --------------- | ---------- |
| 1871年12月1日 * | 870        |
| 1880年12月1日 * | 912        |
| 1890年12月1日 * | 967        |
| 1900年12月1日 * | 953        |
| 1910年12月1日 * | 1,028      |
| 1925年6月16日 * | 1,157      |
| 1933年6月16日 * | 1,188      |
| 1939年5月17日 * | 1,269      |
| 1950年9月13日 * | 1,835      |
| 1961年6月6日 *  | 2,199      |

| 時期            | 人口（人） |
| --------------- | ---------- |
| 1970年5月27日 * | 2,855      |
| 1980年12月31日  | 4,257      |
| 1987年5月25日 * | 4,364      |
| 1990年12月31日  | 4,660      |
| 1995年12月31日  | 5,296      |
| 2000年12月31日  | 5,823      |
| 2005年12月31日  | 6,069      |
| 2010年12月31日  | 6,201      |
| 2015年12月31日  | 6,413      |

## 行政

### 議会
ムルの町議会は14議席からなる。議会には選挙で選出されたこの名誉職の議員と議長を務める町長が参加する。町長は町議会において投票権を有している。

### 首長
トルステン・バルチュは2012年7月1日からムルの町長を務めている。彼は2012年4月22日の選挙第1回投票で、72.26 % の票を獲得して、町長に選ばれた。

### 紋章と旗
図柄: 頂部は金地に黒いシカの角。主部は金地と赤地に左右二分割。向かって左は赤いゴブレット、向かって右は直立した金色の狩りの角笛。緑のストラップが中央の分割線向きに取り付けられている。
町の旗は、赤 - 黄で、1980年4月18日に認可された。

## 経済と社会資本

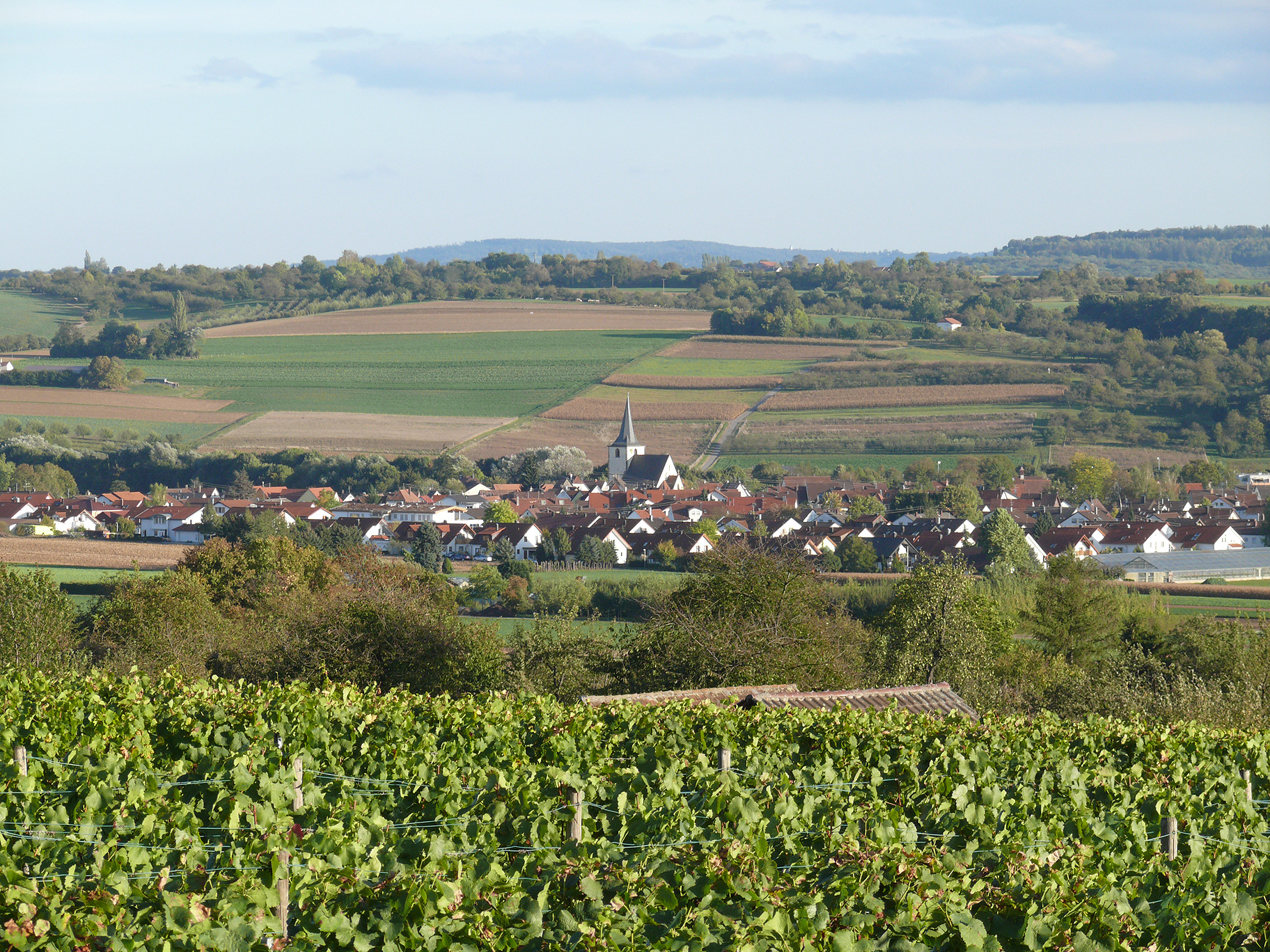
町の北西のブドウ畑越しに町の中心部を望む

農業とワイン造りが20世紀初めまでの主要な収入源であった。この町はヴュルテンベルク・ワイン地区のヴュルテンベルク・ウンターラント地域シャルクシュタイン大地区に属す。現在では小数の農家が約 400 ha の農地を耕作するだけである。しかし、ネッカー川中流域の大市場に近いことから結果的に興った造園業は、一定の重要性を獲得した。
1950年代には、この町ではわずかな手工業者や工場が職場を提供するだけであったが、その後その数は大きく増加した。現在は、アウトバーンに近い広さ約 30 ha の工業地区に、プレハブ住宅製造業から機械製造業まで、ほとんどあらゆる分野の企業が存在する。ムルには約 2,000人分の職場がある。

### 交通
ムルは、アウトバーン A81号線のプライデルスハイム・インターチェンジから約 3 km の位置にあり、広域交通網への接続の便が良い。
最寄りの駅は、4 km 離れたマールバッハにあるシュトゥットガルトSバーン S4号線の駅であり、バス（460番）が運行している。
1968年までムルには、マールバッハからハイルブロン南までの狭軌鉄道ボットヴァールタール鉄道の駅があった。その駅舎は、後から建てられたヴュルテンベルク統一駅舎タイプ I　のものであった。

### 公共施設
郡が所有するクレーブラット介護ホームの老人・介護ホームが存在する。

### 教育
ムルには基礎課程学校 1校と幼稚園 3園が存在する。

### ライフライン
この町の電力およびガス網は、Syna GmbH によって運営されている。ベニンゲンの上水道は、一部はムルタールの深い源泉の水、一部は州の水供給会社から引いた町外の水である。ヘルデンミューレ汚水処理目的連合が、ムルおよびマールバッハ、シュタインハイム、ムル、グロースボットヴァール、エルトマンハウゼン、ベニンゲンの汚水処理を管轄している。塵芥処理は、ルートヴィヒスブルク郡の 100 % 子会社のルートヴィヒスブルク郡塵芥処理会社 (AVL) が行っている。AVLは、ルートヴィヒスブルク郡の委託を受けてゴミの削減、再利用、廃棄といった処理を行っている。

## 人物

### 出身者
- マルクス・ツィーグラー（ドイツ語版、英語版）（1973年 - ）サッカー選手